# Jamaica Beach
Pour les articles homonymes, voir Jamaica.
Jamaica Beach est une ville américaine, située dans le comté de Galveston, dans l’État du Texas. 
Se trouvant au sud de l'île de Galveston, Jamaica Beach fait partie de l’agglomération de Houston.
Selon le recensement de 2010, elle compte 983 habitants.

## Source
- (en) Cet article est partiellement ou en totalité issu de l’article de Wikipédia en anglais intitulé « Jamaica Beach, Texas » (voir la liste des auteurs).